# Libor Baláž
Libor Baláž (* 18. leden 1977, Brno) je bývalý český fotbalista, který nastupoval nejčastěji jako záložník, ale také jako útočník.

## Fotbalová kariéra
Zbýšovský odchovanec přestoupil v roce 1992 do dorostu KPS Brno. Roku 1993 se vrátil do Zbýšova a jako šestnáctiletý začal pravidelně nastupovat za „A“ mužstvo (jeho spoluhráčem byl mj. Karel Maca), v sezoně 1993/94 byl se 6 brankami 3. nejlepším střelcem mužstva. Nejvyšší soutěž hrál postupně za Bohemians (debutoval 20. srpna 2000 na hřišti Drnovic, první branku vstřelil ve svém 4. startu 14. října 2000 doma Spartě), Zbrojovku, České Budějovice a opět v Brně. V rodném městě vstřelil 10. května 2008 Liberci svůj poslední prvoligový gól (ve svém 137. prvoligovém utkání), poslední prvoligový start si připsal na půdě téhož soupeře 29. listopadu 2008. Odehrál celkem 148 prvoligových utkání, v nichž vsítil 13 branek (69 / 8 za Bohemians, 69 / 5 za Zbrojovku a 10 / 0 za České Budějovice).

## Ligová bilance
| Ročník                 | Zápasy | Góly | Klub                       |
| ---------------------- | ------ | ---- | -------------------------- |
| Gambrinus liga 2000/01 | 23     | 1    | CU Bohemians Praha         |
| Gambrinus liga 2001/02 | 25     | 5    | CU Bohemians Praha         |
| Gambrinus liga 2002/03 | 21     | 2    | FC Bohemians Praha         |
| Gambrinus liga 2004/05 | 28     | 2    | 1. FC Brno                 |
| Gambrinus liga 2005/06 | 21     | 2    | 1. FC Brno                 |
| Gambrinus liga 2006/07 | 10     | 0    | SK Dynamo České Budějovice |
| Gambrinus liga 2007/08 | 10     | 1    | 1. FC Brno                 |
| Gambrinus liga 2008/09 | 10     | 0    | 1. FC Brno                 |
| CELKEM 1. liga         | 148    | 13   |                            |